# Stemma della California

Sigillo della California

Lo stemma della California (ufficialmente in inglese Great Seal of the State of California, ossia Gran Sigillo dello Stato della California) è stato adottato dallo stato statunitense della California nel 1848 tramite la convenzione costituzionale e ha subito da allora alcune modifiche progettuali, l'ultima delle quali nel 1937.
Esso mostra la dea romana Minerva (Atena nella mitologia greca), dea della saggezza e della guerra; un orso grizzly californiano che mangia un grappolo di uva, in rappresentanza della produzione vinicola della California; un fascio di grano, che rappresenta l'agricoltura; un minatore che rappresenta la storica corsa all'oro californiana e l'industria mineraria dello stato; e i velieri, che invece raffigurano il potere economico dello stato. La parola "Eureka" (dal greco εὕρηκα) è il motto dello stato.
Il disegno originale del sigillo è del maggiore dell'esercito americano Robert S. Garnett e venne inciso da Albert Kuner. Tuttavia, a causa della frizione esistente all'epoca da parte delle autorità civili nei confronti di quelle militari, a Garnett non fu concesso di presentare il suo progetto alla convenzione costituzionale, così venne presentato da un'altra persona, Caleb Lyon, con l'approvazione di Garnett, che poi venne ucciso durante la guerra civile americana nel 1861 in Virginia.